# Macropodia cirripilus
Macropodia cirripilus is een krabbensoort uit de familie van de Inachidae. De wetenschappelijke naam van de soort is voor het eerst geldig gepubliceerd in 1980 door Kensley.